# Coruche
Coruche és un municipi portuguès, situat al districte de Santarém, a la regió d'Alentejo i a la subregió de Lezíria do Tejo. L'any 2006 tenia 20.191 habitants. Limita al nord amb Almeirim i Chamusca, al nord-est amb Ponte de Sor, a l'est amb Mora, al sud-est amb Arraiolos, al sud amb Montemor-o-Novo i Montijo, a l'oest amb Benavente i al nord-oest amb Salvaterra de Magos.

## Població
| Població del Concelho de Coruche (1801 – 2004) | Població del Concelho de Coruche (1801 – 2004) | Població del Concelho de Coruche (1801 – 2004) | Població del Concelho de Coruche (1801 – 2004) | Població del Concelho de Coruche (1801 – 2004) | Població del Concelho de Coruche (1801 – 2004) | Població del Concelho de Coruche (1801 – 2004) | Població del Concelho de Coruche (1801 – 2004) | Població del Concelho de Coruche (1801 – 2004) |
| ---------------------------------------------- | ---------------------------------------------- | ---------------------------------------------- | ---------------------------------------------- | ---------------------------------------------- | ---------------------------------------------- | ---------------------------------------------- | ---------------------------------------------- | ---------------------------------------------- |
| 1801                                           | 1849                                           | 1900                                           | 1930                                           | 1960                                           | 1981                                           | 1991                                           | 2001                                           | 2004                                           |
| 3920                                           | 4943                                           | 9634                                           | 18317                                          | 27437                                          | 25278                                          | 23634                                          | 21332                                          | 20629                                          |

## Freguesies
- Biscainho
- Branca
- Coruche
- União das Freguesias de Coruche, Fajarda e Erra
- Fajarda
- Santana do Mato
- São José de Lamarosa